# بستار شناختی
بستار شناختی به ویژگی خاصی در نظریه‌های شناخت‌شناسی اشاره دارد که در آن گزاره‌هایی که فرد می‌داند نسبت به عملگرهای منطقی که از آن بهره می‌برد بسته است. به طور ساده، بستار شناختی می‌گوید اگر فردی الف را باور دارد، و همچنین به گزاره «اگر الف، آنگاه ب» هم باور دارد، آنگاه باید به گزاره ب هم باور داشته باشد. یعنی گزاره‌های باور شده همگی روی قیاس استثنایی بسته هستند.